# Danh sách phần mềm nguồn mở và miễn phí (thương mại điện tử)
0

Đây là danh sách các phần mềm thương mại điện tử đáng chú ý. Các phần mềm này miễn phí và là phần mềm mã mở.
| Tên phần mềm                                               | Ngôn ngữ lập trình | Cơ sở dữ liệu | Bản quyền                  | Phiên bản ổn định    | Ngày ra phiên bản đầu tiên | Ngày ra phiên bản mới nhất |
| ---------------------------------------------------------- | ------------------ | ------------- | -------------------------- | -------------------- | -------------------------- | -------------------------- |
| Batavi                                                     | PHP                | MySQL         | GNU General Public License | 1.2.1                |                            | 2012-01-18                 |
| Bigfish                                                    | Java               | một vài loại  | Open Software License      |                      | 2011-08-31                 | 2012-05-07                 |
| Broadleaf Commerce                                         | Java               | một vài loại  | Apache License 2.0         | 1.5.4                |                            | 2012-02-21                 |
| Bots (edi)                                                 | Python             | chưa có sẵn   | GNU General Public License | 2.1.0                |                            | 2012-01-02                 |
| Interchange                                                | Perl               | một vài loại  | GNU General Public License | 5.6.3                |                            | 2010-03-24                 |
| Magento                                                    | PHP                | MySQL         | OSL 3.0                    | bản OpenSource 2.4.2 | 2008-08-31                 | 2021-05-11                 |
| nopCommerce                                                | ASP.NET MVC        | MS SQL        | GNU General Public License | 2.60                 | 2009                       | 2012-07-01                 |
| OFBiz                                                      | Java               | một vài loại  | Apache License 2.0         | 10.04                |                            | 2011-01-19                 |
| OpenCart                                                   | PHP                | MySQL         | GNU General Public License | 3.0.3.8              | 1999-05-11                 | 2021-08-27                 |
| osCommerce                                                 | PHP                | MySQL         | GNU General Public License | 2.3.4.1              | 2000                       | 2017-08-18                 |
| osCMax Lưu trữ ngày 8 tháng 3 năm 2021 tại Wayback Machine | PHP                | MySQL         | GNU General Public License | 2.5.0                |                            | 2012-02-20                 |
| PrestaShop                                                 | PHP                | MySQL         | OSL 3.0                    | 1.7.7.7              | 2007-08-15                 | 2021-08-19                 |
| Ubercart                                                   | PHP                | MySQL         | GNU General Public License | 3.0                  |                            | 2012-02-01                 |
| Zen Cart                                                   | PHP                | MySQL         | GNU General Public License | 1.5.0                | 2003, osCommerce           | 2011-12-31                 |